# Águia Branca
Águia Branca è un comune del Brasile nello Stato dell'Espírito Santo, parte della mesoregione del Noroeste Espírito-Santense e della microregione di Nova Venécia.